# Реклама

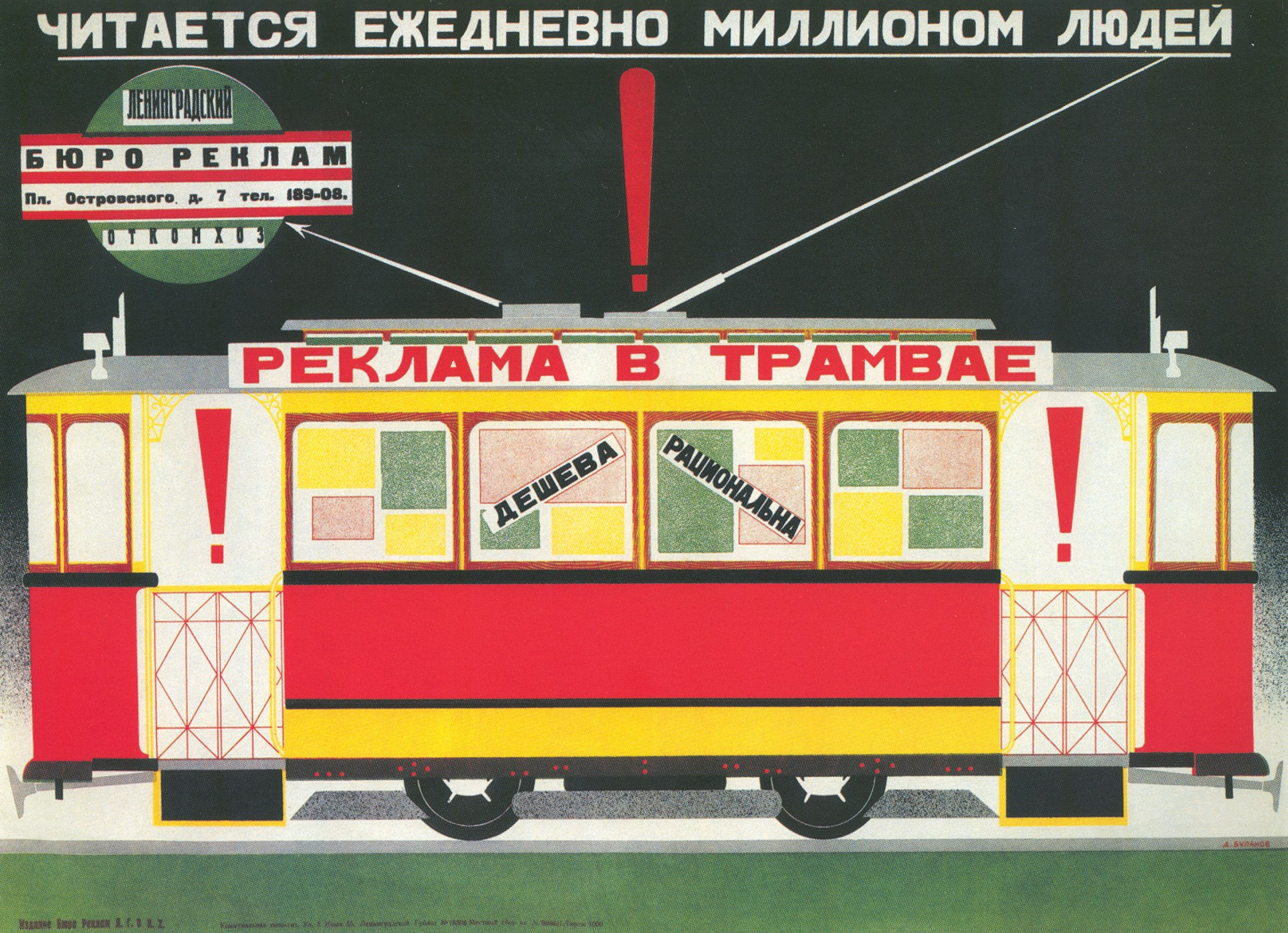
Советский плакат, предлагающий рекламные услуги. Художник Д. А. Буланов, 1927 год

Рекла́ма (от фр. réclame — букв. выкрикивать через нем. Reklame) — направление в маркетинговых коммуникациях, в рамках которого производится распространение информации для привлечения внимания к объекту рекламирования, с целью формирования или поддержания интереса к нему. «Узкое определение рекламы — платное однонаправленное и неличное обращение, осуществляемое через средства массовой информации и другие виды связи, агитирующее в пользу какого-либо товара, марки, фирмы, какого-либо предприятия, кандидата, правительства». Основные функции рекламы — повышение дохода от реализации продукта либо услуги. Правильно организованная кампания по раскрутке в течение длительного времени удерживает заинтересованность общества к товару. Помимо этого, происходит продвижение определённой торговой марки и привлечение новой аудитории.
Специалист, профессионально занимающийся созданием и распространением рекламы, называется рекламщиком, рекламистом.
Ежегодно в июне во французском городе Канны проходит Международный фестиваль творчества «Каннские львы», который считается наиболее авторитетным фестивалем производителей рекламы.

## Определение термина
В Федеральном законе РФ «О рекламе» от 13 марта 2006 года № 38-ФЗ. сформулировано определение понятия термина рекламы:
«Реклама — информация, распространённая любым способом, в любой форме и с использованием любых средств, адресованная неопределённому кругу лиц и направленная на привлечение внимания к объекту рекламирования, формирование или поддержание интереса к нему и его продвижение на рынке».

## История
Наиболее вероятно, что реклама в человеческом обществе зародилась одновременно с торговлей. Её существование в доисторические времена подтверждается, к примеру, египетским папирусом с объявлением о предстоящей продаже раба. Письменная реклама воплощалась, помимо папирусных свитков и вощёных дощечек, надписями на придорожных камнях, а также на зданиях. Традиция настенной росписи восходит к индийским наскальным рисункам, датируемым 4000 годом до нашей эры.
Впрочем, реклама, вероятно, так и никогда и не получила бы столь широкого распространения, если бы человечество однажды не открыло для себя эру массовых коммуникаций. Первым толчком к этому стало книгопечатание. Среди зачинателей рекламного дела можно назвать французского врача и журналиста Теофраста Ренодо, который впервые стал публиковать в прессе частные объявления, и англичанина Уильяма Тэйлора, чья фирма Tayler & Newton, основанная в 1786 году, выступала как посредник между рекламодателем и типографией. Первое рекламное агентство было создано Волни Палмером в 1842 году в США.
Ещё одним важным событием стало изобретение и последующее распространение к середине XIX столетия по всему миру искусства фотографии. Фотография служила неопровержимым доказательством преимуществ рекламируемого товара. Но наиболее грандиозные события в мировом рекламном бизнесе развернулись всё же в XX столетии. Можно без преувеличения сказать, что именно XX век и стал «веком рекламы» — ведь именно к этому времени относятся глубокие перемены и новшества в области организации и технологии рекламы.
В США 1860-х годах наблюдался всплеск рекламных объявлений, которые были связаны с патентованием товаров лечения и лекарств для тех солдат, которые были ранены во время войны. Увеличилось количество газет и журналов, наполненных рекламой. В стране благодаря развитию рекламы развивается и рынок национального потребления. В конце XIX века рекламный рынок в Америке стал усиленно развиваться. В 1949 году основным носителем рекламы стало телевидение. Возникает движение консьюмеризма, сосредоточенное на защите потребителя. Телевизионная реклама активно продолжила развиваться в США. Первый оплаченный видеоролик для телевидения был создан в 1964 году во время президентских выборов для поддержки Линдона Джонсона — кандидата от демократов. Другой кандидат на пост президента США — сенатор Барри Голдуотер — сказал, что он готов использовать бомбу для того, чтобы побыстрее закончить войну во Вьетнаме. Штаб Джонсона нанял рекламное агентство Doyle Dane Bernbach (DDB), которое создало рекламный ролик. Над роликом также работал Тони Шварц. Ролик получил название «Девочка с маргариткой» (англ. Daisy Girl). Для этого рекламного ролика было решено сделать такое музыкальное сопровождение, чтобы всем зрителям было понятно — Джонсон не желает применять ядерное оружие. Ролик был продемонстрирован только один раз — 7 сентября 1964 года на телеканале NBC. Потом создатели отозвали его с эфира, но журналисты стали обсуждать ролик в новостных передачах. В итоге этот ролик увидели все и узнали, что Барри Голдуотер готов применить ядерное оружие против Вьетнама, хотя в самом ролике об этом не упоминалось. Барри Голдуотер получил 52 голоса избирателей, его противник — 486 голосов. Этот случай изменил представление о политической рекламе в США.
В XX столетии реклама стала по-настоящему массовой — в первую очередь благодаря небывалым темпам прироста мирового промышленного производства, а также благодаря появлению всё новых и всё более совершённых средств создания и распространения рекламы: многокрасочной полиграфии, радиовещания, телевещания и интернета.
В середине 1990-х годов в Великобритании появился термин «ambient-реклама», для которой характерно необычное место размещения.

## Функции

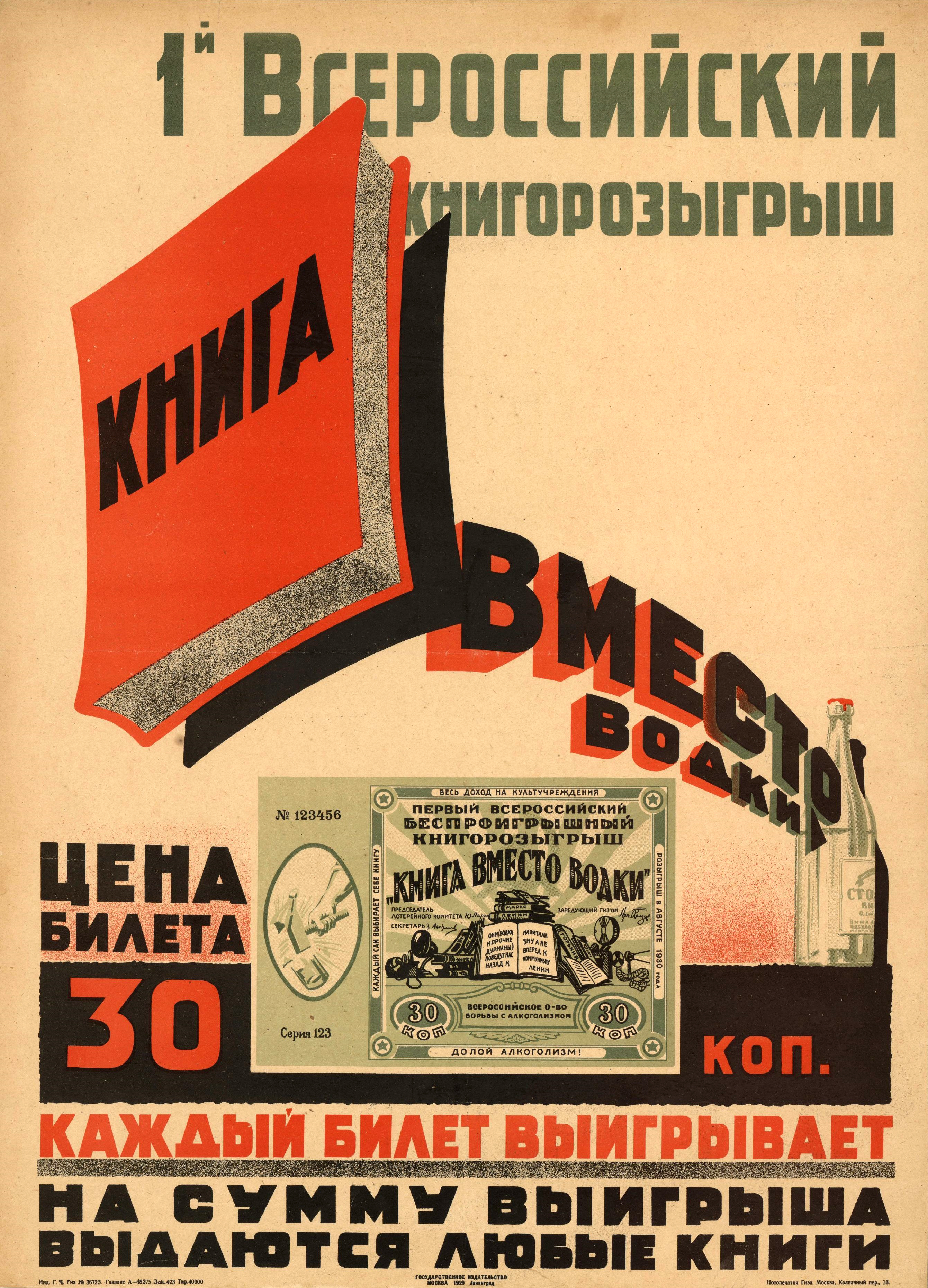
Рекламный плакат лотереи, содержащий заодно и социально-политическую агитацию: преодоление безграмотности и борьбу с пьянством. Неизвестный художник. СССР, 1929 год

Согласно Уильяму Уэллсу, реклама выполняет 6 основных функций:
1. Создаёт осведомлённость о товарах и брендах. Информация о товарах и брендах.
2. Формирует имидж бренда. Формирования имиджа товара и бренда.
3. Убеждает людей. Убеждение потенциальных покупателей в приобретении товаров.
4. Создаёт стимулы к совершению действий. Стимулирование спроса на товары.
5. Обеспечивает напоминание. Обеспечение напоминания о необходимости приобретения товаров.
6. Подкрепляет прошлый опыт покупок. Подкрепление прошлого опыта покупок.

### Роль в современном обществе
- Экономическая (стимулирование потребителей к приобретению товаров и обеспечение экономической целесообразности производственно-сбытовой деятельности предприятий);
- Социальная (достижение общественно полезных целей, информирование общества о различных инновационных достижениях, анализ и сравнение различных изделий, формирование эстетических представлений)[20];
- Политическая (формирование лояльности к системе управления обществом);
- Идеологическая (фактор, влияющий на становление и формирование мировоззрения человека);
- Психологическая (воздействует на желания и мечты покупателя, не взывая к его разуму);
- Коммуникативная. Реклама выполняет функцию коммуникации между рекламодателем и рекламополучателем, поскольку перед рекламой поставлена задача донести необходимое сообщение до потребителей товаров и услуг[21];
- Образовательная. В процессе просмотра рекламы, а также внедрения новых технологий товаров и услуг, о которых она вещает, человек может почерпнуть для себя информацию абсолютно из всех сфер жизни (от причин появления налёта на плитке в ванной комнате до последних инновационных разработок в компьютерной технике);
- Эстетическая (культурная). Во многих рекламах очень качественно подобраны цвета, звуки, которые могут повлиять на человека, вызвав в нём желание реализовать рекламное предложение или хотя бы обратить на неё более пристальное внимание.[22]

## Виды

### По цели
- Коммерческая (экономическая) реклама. Целью экономической рекламы становится потребитель (потенциальный покупатель), предложив товар которому, можно получить взамен от него прибыль."Коммерческая реклама — это реклама с целью расширения сбыта продукции, Прогнозировать изменение конъюнктуры на рынке очень сложно, так как рынок подвержен постоянным колебаниям. Правильно и своевременно поданную рекламу покупатель запоминает и идентифицирует с конкретным товаром. Конечным этапом рекламы товара является стабилизация товара на рынке и исключение сокращения продаж"[23].
- Социальная реклама — выходит за рамки экономических задач, направлена на достижение благотворительных и иных общественно полезных целей: популяризация здорового образа жизни среди населения; поддержка незащищённых слоёв населения; борьба с загрязнением окружающей среды; популяризация общественных организаций и фондов, целью которых является помощь окружающим людям, в частности детям. В социальной рекламе «не должны упоминаться коммерческие организации и индивидуальные предприниматели, а также конкретные марки (модели, артикулы) их товаров, равно как и марки (модели, артикулы) товаров, являющихся результатом предпринимательской деятельности некоммерческих организаций[24]».
- Политическая реклама (в том числе предвыборная). В наше время она всё чаще выступает как средство борьбы за избирателей, за их голоса. Именно с её помощью некоторые партии и политики пытаются завоевать себе место у власти. Политическая реклама — «вид рекламной деятельности, направленный на оповещение, ознакомление аудитории с политической акцией, кандидатом, партией, их взглядами, предложениями, преимуществами»[25]. «Политическая реклама — распространение информации с целью обретения властных полномочий каким-либо политическим актором. Цель — побуждать людей участвовать в тех или иных политических процессах, к тому или иному типу политического поведения, включая электоральное…Коммуникативная функция политической рекламы заключается в установлении контактов между представителями властных структур или претендентами на эти места и населением»[26]. «В США политической рекламой занимаются: специалисты по связям с общественностью (36 %), журналисты (15 %), профессионалы в области рекламного дела (10 %), теле- и радиожурналисты (6 %) и пр. В политической рекламе менеджер по проведению политических PR-кампаний получает до 15 % от всех затраченных средств на рекламу в СМИ»[27].

Существуют также специфические по цели виды рекламы:
- Контрреклама — опровержение недобросовестной рекламы. В РФ была предусмотрена статья в качестве наказания за недобросовестную рекламу прежним федеральным законом о рекламе 1995 года.
- Антиреклама — информация, призванная не поднимать, а уменьшать интерес, либо дискредитировать товары, предприятия, товарные знаки.
- «Specs spots» (Спекуляции пятна) — «рекламные» видеоролики, снятые частными лицами, которые воспринимаются зрителем как официальная реклама.

### По месту и способу размещения

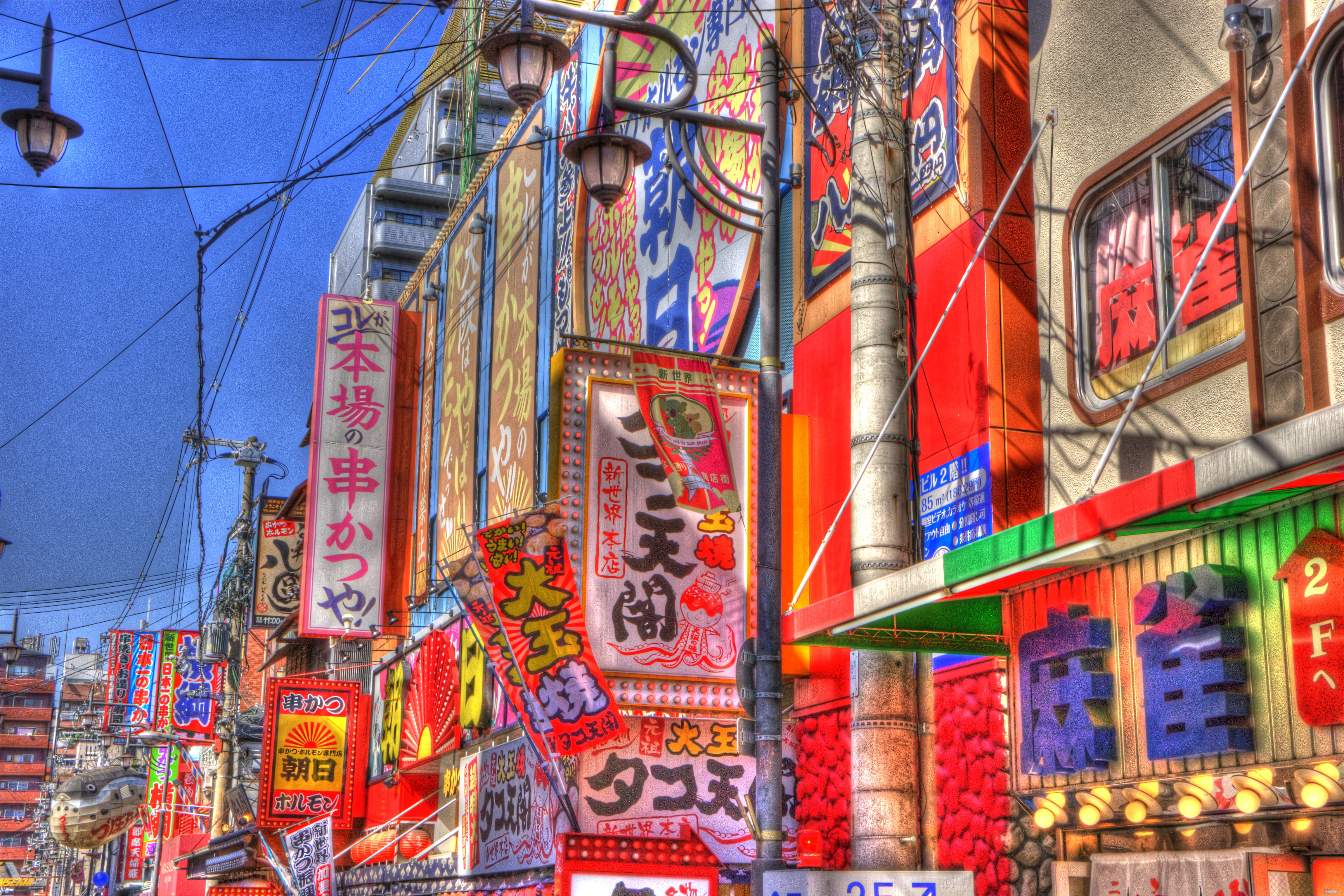
Реклама на улицах Осаки

В маркетинговых коммуникациях выделяют ATL и BTL сегменты. ATL-реклама — это так называемые традиционные виды: реклама в СМИ, OOH (наружная и внутренняя) и полиграфическая. Остальные варианты рекламы относят к BTL-коммуникациям.

#### Реклама в СМИ
Наиболее распространённым и традиционным видом рекламы является реклама в средствах массовой информации.
- Телевизионная (видеоролик в рекламном блоке, рекламная пауза, текст в бегущей строке, телеобъявление (напр., в Телетексте), виртуальная реклама, спонсорство).
- Радио (ролики, реже «джинса» — «на правах рекламы»).
- Печатная (различают рекламу в прессе и прочую: принты, листовки, наклейки, визитки).
- Интернет-реклама (реклама в сети Интернет: текстовые блоки, баннеры, видеореклама, контекстная реклама, SMM, реклама в блогах, реклама на карте, Пиксельная реклама, «облако тегов», продающие тексты и др.)[источник не указан 1258 дней].

#### Наружная (outdoor-реклама)
К наружной рекламе относят рекламу, которая размещается на специальных временных и/или стационарных конструкциях, расположенных на открытой местности, а также на внешних поверхностях зданий, сооружений, на элементах уличного оборудования, над проезжей частью улиц и дорог или на них самих, а также на автозаправочных станциях.
Наружная реклама подразделяется на уличную и рекламу на транспорте. Существует множество форматов и вариантов размещения уличной рекламы, наиболее популярными из которых являются ситилайты и билборды. Реклама на транспорте размещается на общественном транспорте (басорамы), на частных автомобилях, в метро (транзитная реклама может быть как внешней, так и внутренней).
Некоторые рекламные щиты статичны, а другие меняются; например, непрерывно или периодически чередуя набор рекламных объявлений. Мобильные дисплеи используются для различных ситуаций в мегаполисах по всему миру, в том числе: целевая реклама, однодневные и долгосрочные кампании, конференции, спортивные мероприятия, открытия магазинов и аналогичные рекламные мероприятия, а также крупная реклама от небольших компаний.

#### Внутренняя (Indoor-реклама)
К внутренней рекламе относят рекламу, размещаемую внутри помещений. В первую очередь это реклама в местах продаж (торговых точках), аэропортах и вокзалах, в кинотеатрах, бизнес-центрах, подъездах, лифтах, местах развлечений и спорта, образовательных и медицинских учреждениях и т. п.

#### BTL-реклама
- При справочном обслуживании
- Прямая почтовая рассылка (она же — прямая адресная реклама или direct mail)
- Продакт-плейсмент (от англ. product placement) — внедрение рекламы товара или услуги в сюжетную линию кино или иного продукта индустрии развлечений.[30]
- Веерная реклама
- Вирусная реклама («сарафанное радио») — реклама, основанная на информации, передаваемой от человека к человеку.
- Cross-promotion — перекрёстная реклама двух или более товаров (услуг), основанная на взаимной выгоде.
- Платёжные терминалы — размещение рекламных видеороликов на мониторах (основной монитор и второй монитор).

## Шоковая реклама
Шоковую рекламу ещё называют эпатажной рекламой или «shockvertising». Её суть состоит в провокации общества. Производители рекламы рассчитывают на скандал. Прибегая к шоковой рекламе, производители хотят усилить осведомлённость общественности о торговой марке. Шоковая реклама привлекает внимание к продукции компании на короткий промежуток времени. Её называют одним из самых спорных методов. Шоковая реклама вызывает у потребителей изумление, тревогу, любопытство и выделяется на фоне классической рекламы.
Главная задача такого типа рекламы — вызвать у человека эмоциональную встряску. Для этого могут быть использованы провокационный юмор, религиозные темы, вызывающие образы. Лимбическая система головного мозга человека отвечает за эмоции, на основании которых человек принимает решения. Негативные эмоции способны вызвать эффект «белого листа», когда в результате шока происходит очищение памяти, а затем сознание наполняется новой информацией, которая и вызвала такую реакцию. В результате полученных эмоций от рекламы, потребитель может импульсивно купить рекламируемый товар.

## Этимология
Согласно Фасмеру, пришло в русский язык от фр. réclame через нем. Reklame. Первоначальный смысл французского термина — «отзывать» (дословно — «звать обратно», от лат. reclamo: re- — «обратно», clamo — «звать»), также кустода; семантика изменилась под воздействием одного из значений англ. reclaim — «выкрикивать», через значение «громко протестовать» (ср. Шлепков, 1951).

## Рекламная индустрия
В настоящее время развитие рекламы привело к тому, что рекламная деятельность трансформировалась в особый социальный институт, который удовлетворяет общественную потребность в рекламных услугах. Производственную основу этого института составляет комплекс деятельностей, который принято определять понятием «индустрия рекламы». Понятие «индустрия рекламы» стало формироваться в современной экономике с приобретением рекламной деятельностью массового характера. Планомерное ведение рекламной деятельности, системное взаимодействие субъектов рынка рекламы с участниками различных секторов экономики, наличие предприятий, производящих рекламные продукты и оказывающих рекламные услуги, позволяет предположить, что рекламная деятельность приобрела черты индустрии.

## Регулирование
В рекламе неизбежно сталкиваются различные финансовые и политические интересы. Потребитель заинтересован в уменьшении количества рекламы и снижении её навязчивости, производитель же, напротив, заинтересован в увеличении как количества рекламы, так и охвата аудитории, однако, возможны и компромиссные решения, например, размещение рекламы на объектах недвижимости на взаимовыгодных с собственниками помещений и товариществами собственников жилья условиях.
Интересы общества в целом требуют оградить потребителей от ложной и недобросовестной рекламы. Те же интересы диктуют необходимость стимулирования сбыта, основным средством которого является как раз реклама. Противоречивость этих интересов требует тщательного регулирования. Законодательство о рекламе во всех странах представляет собой компромисс между вышеуказанными интересами.

### Законодательные ограничения
Обычно реклама ограничивается по объёму (доле), по способу, месту и времени распространения, вводится запрет на заведомо ложную, недобросовестную, неэтичную и иную ненадлежащую рекламу. Иногда деятельность рекламопроизводителей и рекламораспространителей лицензируется.
В Российской Федерации коммерческая и социальная реклама регулируется Федеральным законом «О рекламе», политическая реклама — Федеральными законами «О политических партиях» и «Об общественных объединениях», предвыборная агитация — законодательством о выборах. За нарушения в этой области предусмотрена административная ответственность (статьи 5.9, 5.12, 5.48, 6.13, 14.3 КоАП РФ).

### Реклама специфических товаров
Во многих странах законодательно запрещена реклама специфических товаров (алкогольных напитков, табачных изделий) без соответствующей надписи о том, что данные изделия наносят вред здоровью.

### Скрытая реклама
Скрытой называется реклама, не обозначенная как таковая, размещённая под видом информационного, редакционного или авторского материала, закамуфлированная под личное сообщение или иную нерекламную информацию. Широкую известность получила городская легенда о существовании технологии внедрения незаметной рекламы, якобы действующей на подсознательном уровне (25-й кадр и другие варианты).
Также скрытая реклама — та, которая оказывает неосознаваемое потребителем воздействие в силу метода передачи.
В большинстве стран скрытая реклама запрещена, но её определение достаточно сложно, и практика наказания за скрытую рекламу неизвестна.
К скрытой рекламе иногда относят так называемый продакт-плейсмент. В отличие от другой скрытой рекламы, он обычно разрешён.
«Джинса» — журналистский термин, подразумевающий умышленное размещение скрытой рекламы или антирекламы под видом авторского материала.

## Реклама в медицине
В исследовании 2005 года сообщается, что фармацевтические компании активно используют научные и научно-практические медицинские журналы как основной канал продвижения рецептурных препаратов, что обусловлено точным таргетированием на профессиональную аудиторию, законодательными ограничениями рекламы для широкого круга и высокой лояльностью читателей. Финансовая модель большинства российских медицинских изданий строится на рекламных бюджетах фармпроизводителей, при этом на 2005 год в России насчитывалось свыше 270 специализированных журналов с тиражами от 1 тыс. до 50 тыс. экземпляров. Мониторинг контента выявил доминирование антибактериальных и кардиологических препаратов в научных статьях, тогда как в рекламных модулях лидируют противовоспалительные средства и БАДы. Анализ расходов компаний демонстрирует, что затраты на продвижение через медицинскую периодику составляют значительную долю маркетинговых бюджетов, формируя тем самым отдельный сегмент рекламного рынка - фармацевтический.

## Доводы за и против
За
- Как часть интегрированных маркетинговых коммуникаций увеличивает эффективность предприятия:
  - При использовании стратегии лидерства по издержкам, целью которой является достижение экономии на масштабе, реклама, как часть маркетингового комплекса, может способствовать массовому потреблению, которое, в свою очередь, является обязательным условием для массового производства. Продолжительный и непрерывный цикл массового производства снижает себестоимость единицы продукции, что, в конечном итоге, обеспечивает более низкие потребительские цены. Таким образом, реклама выступает как необходимый фактор снижения уровня цен[38].
  - При использовании стратегии дифференциации комплекс маркетинговых коммуникаций, который в том числе включает в себя рекламу, позволяет добиться обратной связи от ориентированности на определённый сектор сбыта, добиваясь непрерывности и доходности бизнеса.
- Как часть интегрированных маркетинговых коммуникаций способствует развитию современных технологий, способствует технологическому прогрессу, формирует в экономике повышенный спрос на рекламируемые товары, таким образом способствуя экономическому росту, предпринимательской активности и повышению уровня жизни.

Против

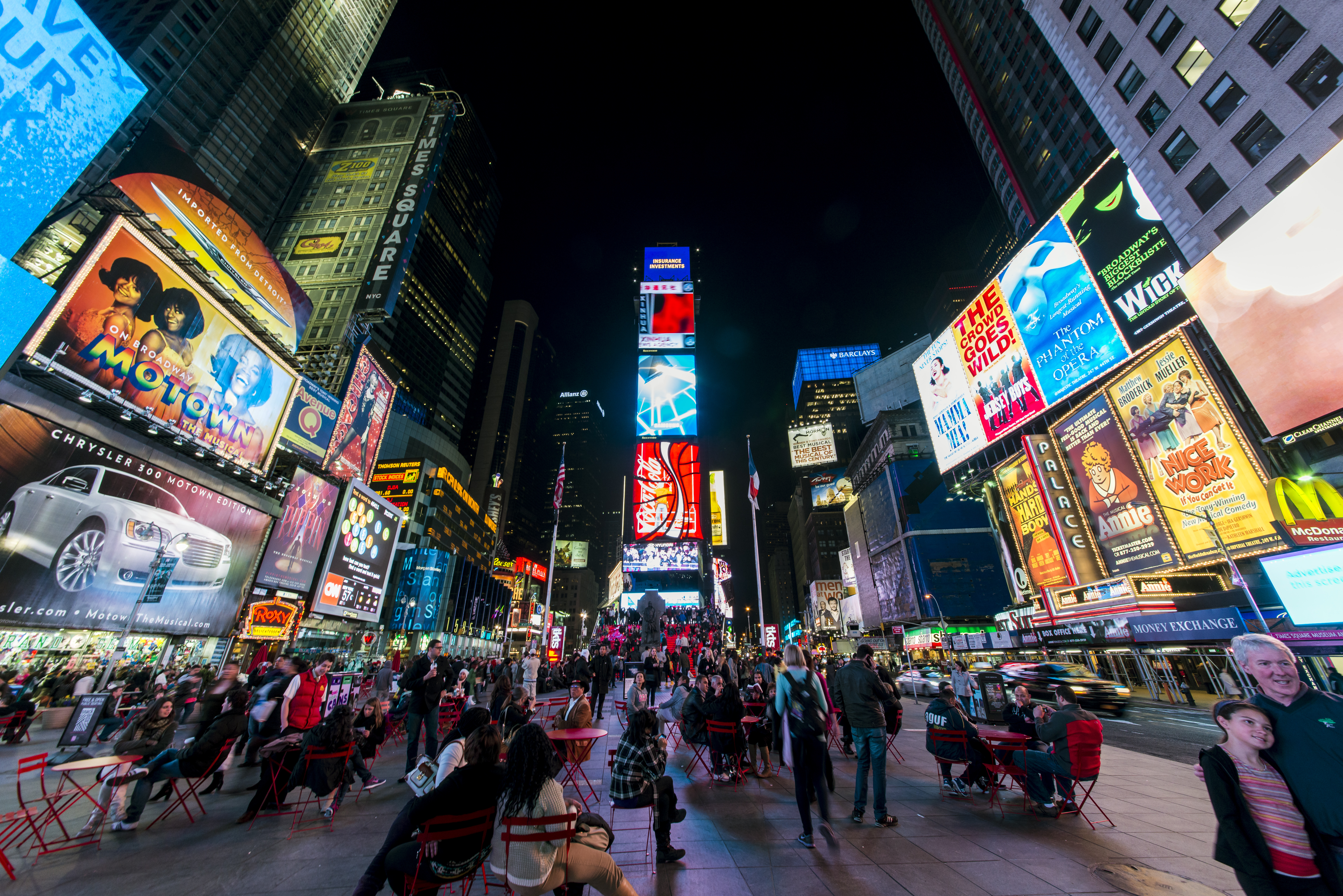
Обилие рекламы на Таймс-сквер в Нью-Йорке

Критика рекламы во многом связана с идеологией антипотребительства. Рекламу обвиняют в том, что благодаря ей человек-потребитель должен стремиться к всё большему приобретению, при этом вытесняются из поля восприятия (за ненадобностью) внутренние качестве товара или услуги, их настоящая полезность.
Рекламу также обвиняют в том, что она часто апеллирует к сексуальности, что может оказывать негативное влияние на детей. Реклама зачастую демонстрирует детям вещи, которые их родители купить не в состоянии, что рождает комплекс неполноценности и зависть. Показ особенно стройных женских моделей нередко приводит к психическим расстройствам типа анорексии у девочек-подростков, а реклама фаст-фуда приучает детей к нездоровой пище.
Наружную рекламу также обвиняют в том, что она нередко приводит к визуальному загрязнению городской среды, которое создаёт ощущение
психологического дискомфорта.
- С экономической точки зрения:
  - Увеличивает издержки (затраты на рекламу включаются в стоимость товара), приводя к повышению потребительской цены.
  - Способствует монополизации рынка. Мелкие производители не в состоянии обеспечивать своей продукции рекламную поддержку, сопоставимую с рекламой крупных корпораций. Зачастую встречаются даже утверждения о том, что задачей рекламной активности корпораций является не увеличение собственного сбыта, а создание «рекламного барьера», препятствующего появлению новых игроков на рынке.[41]